# Five Miles Out
Five Miles Out ist ein Studioalbum des britischen Musikers Mike Oldfield aus dem Jahr 1982. Five Miles Out ist auch der Titel eines Liedes auf dem Album.

## Geschichte und Inhalt
Auf seiner Promotion-Tour für sein Album QE2 (siehe auch Live at Montreux 1981) war Oldfield so angetan von seiner Band, dass er mit ihr das Album Five Miles Out aufnahm – vor allem Maggie Reilly wurde durch diese Zusammenarbeit mit Oldfield berühmt und hatte mit ihm dann 1983 den Riesenhit Moonlight Shadow.
Auf der ursprünglichen LP-Version wurde die komplette Vorderseite von dem 25 Minuten langen Instrumentalstück Taurus II eingenommen; die Rückseite war einem kurzen Instrumentalstück und drei Liedern mit Text gewidmet. Wegen des großen Erfolgs von Five Miles Out wandte Oldfield denselben Aufbau beim Folgealbum Crises und auch auf Islands an. Im Gegensatz zu früheren Werken setzte Oldfield für Five Miles Out verstärkt auf Perkussion und holte sich dafür die Verstärkung von gleich vier Musikern (Mike Frye, Morris Pert, Carl Palmer und Graham Broad); erste Ansätze dafür finden sich auch schon auf QE2.
Das Album vermittelt einen runden Eindruck, da das Hauptthema von Taurus II, welches innerhalb der 25 Minuten in mehreren Abwandlungen gespielt wird, durch den Endtitel Five Miles Out wieder aufgenommen wird. Oldfield verband dieses Album durch eine Trilogie namens Taurus mit dem Vorgänger QE2 und dem Nachfolger Crises – auf Five Miles Out findet sich Taurus II, der mit Taurus 1 von QE2 thematisch, nicht jedoch strukturell verbunden ist. Die Themen aus Taurus II werden in Orabidoo und Five Miles Out erneut aufgegriffen.
Die Liedtexte haben die verschiedensten Dinge zum Thema; in Family Man wird ein verheirateter Mann von einer Prostituierten in Versuchung gebracht; Orabidoo ist ein 13-minütiges Stück, in dem in den letzten Minuten ein Loblied auf die Insel Ireland’s Eye gesungen wird. Mount Teidi bezieht als Instrumentalstück seine Inspiration vom Pico del Teide auf der Kanareninsel Teneriffa und greift musikalisch eine Passage aus Taurus I im weit langsameren Tempo wieder auf. In Five Miles Out schließlich berichtet der passionierte Pilot Oldfield über einen selbst durchstandenen Schlechtwetter-Notfall mit dem Flugzeug (Das Albumcover zeigt eine Lockheed Electra zwischen Wolkentürmen). Das Album läutete eine neue Phase in Oldfields Werk ein, da von 1982 an mehrere besser kommerziell zu vermarktende (weil gesungene) Lieder mit auf den Alben zu finden waren. Erst 1990 präsentierte Oldfield mit Amarok wieder ein rein instrumentales Album, auch auf allen Alben von Tubular Bells II (1992) bis Return to Ommadawn (2017) gibt es allerhöchstens kurze gesungene Passagen oder vereinzelte Lieder (ausgenommen Man on the Rocks aus dem Jahr 2014).
Im Booklet zu Crises schreibt Oldfield dazu: „One side is very commercial (…) while the other is more the material I want to do for personal satisfaction. It’s a case of keeping everybody happy.“ („Eine Seite ist sehr kommerziell (…) während die andere eher das Material enthält, das ich zur persönlichen Befriedigung kreiere. Es ist ein Fall von „Beide Seiten glücklich machen“.“)

## Titelliste

### Original (1982)
1. Taurus II – 24:43
2. Family Man – 3:45 (Gesungen von Maggie Reilly)
3. Orabidoo – 13:03 (Das Ende gesungen von Maggie Reilly)
4. Mount Teidi – 4:10 (Instrumental)
5. Five Miles Out – 4:16 (Gesungen von Maggie Reilly und Mike Oldfield)

### Deluxe Edition (2013)
CD 1:
1. Taurus II – 24:43
2. Family Man – 3:45
3. Orabidoo – 13:03
4. Mount Teidi – 4:10
5. Five Miles Out – 4:16
6. Waldberg (The Peak) – 3:24
7. Five Miles Out (demo version) – 4:11

CD2 (Live at Sporthalle, Cologne, 6th December 1982):
1. Tubular Bells (Part 1) – 23:12
2. Sheba – 4:23
3. Mirage – 5:38
4. Family Man – 3:45
5. Taurus II – 25:33
6. Mount Teidi – 4:21
7. Five Miles Out – 7:24
8. Guilty – 5:38

Videoalbum:
1. Taurus II (2013 5.1 surround mixes) – 24:44
2. Family Man (2013 5.1 surround mixes) – 4:00
3. Orabidoo (2013 5.1 surround mixes) – 10:47
4. Mount Teidi (2013 5.1 surround mixes) – 4:05
5. Five Miles Out (2013 5.1 surround mixes) – 4:21
6. Five Miles Out (original promotional video, 1982) – 4:14
7. Five Miles Out (taken from the BBC show „The Six Fifty Five Special“, first broadcast on 28th July 1982) – 4:13
8. Mistake (taken from the BBC show „The Six Fifty Five Special“, first broadcast on 28th July 1982) – 3:11